# Domingo Antonio Villafañe
Domingo Antonio Villafañe, (La Rioja, Argentina, ca. 1810 - Aimogasta, ca. 1875) va ser unpolític argentí, líder del partit unitari de la província de La Rioja i governador de la mateixa entre 1859 i 1862.
És fill de Domingo Eugenio Villafañe, que va ser dues vegades governador de La Rioja. Va estudiar al Colegio Nacional de Buenos Aires, i de retorn a la seva província es va dedicar a l'agricultura i al comerç. La seu estava al departament d'Arauco, però comerciava des de i cap a Xile, Còrdova i Catamarca.
Va ser diverses vegades jutge del seu departament, i va participar en la guerra de la Coalició del Nord com a coronel de milícies. Va participar en alguns combats del costat del governador Tomás Brizuela, i després de la derrota es va exiliar a Xile. Va recolzar les incursions d'Ángel Vicente Peñaloza des d'aquest país.
A la fi de la dècada de 1840 va tornar a La Rioja, sota la protecció del governador Manuel Vicente Bustos. Va participar en les diverses guerres civils que van assolaren aquesta província.
Va donar suport a la política de Manuel Bustos, i el 1859 va arribar a la presidència de la legislatura. Es va oposar a la revolució federal que va fer caure Bustos i va col·locar al poder Ramón Ángel. Recolzant-se en el poder del Chacho Peñaloza – el mateix que havia col·locat Ángel – es va fer escollir governador per a la legislatura.
A mitjan any 1861, va autoritzar a Peñaloza – comandant d'armes de la província – a intervenir en la guerra civil a Tucumán i Santiago del Estero. Poc després es va saber el resultat de la batalla de Pavón, i es va pronunciar a favor de Bartolomé Mitre i dels unitaris, i va recolzar l'avanç de l'exèrcit porteny dirigit per Mitre cap a Cuyo.
Va denunciar al govern nacional que no recolzava els actes de "vandalisme" que suposadament exercia Peñaloza al nord, i demanà ajut per oposar-se a la seva autoritat. A principis de l'any següent, Peñaloza fou derrotat a Tucumán i va tornar a La Rioja. Llavors Villafañe descubrí que només tenia poder efectiu a la ciutat, ja que la resta de la província responia al Chacho. Aquest va avançar sobre la capital provincial, que fou presa pel federales al febrer.
Però Villafañe es mantingué al nord de la província, amb el suport dels coronels Tristán Dávila i Tristán Echegaray. Mentrestant, el coronel Ignacio Rivas, tot just arribat de la província de San Juan, va derrotar les forces del Chacho als Plans, obligant-lo a abandonar la ciutat. Villafañe va tornar al govern. A l'abril, novament la ciutat va ser presa per la montonera de Carlos Ángel, que va abandonar la ciutat i va tornar a prendre-la al maig.
A l'octubre d'aquell any, Villafañe va renunciar a la governació, reconeixent que la major part de la província simpatitzava amb els seus opositors. Fou reemplaçat per Francisco Solano Gómez, un unitari amic del Chacho i de Sarmiento.
Va morir a Aimogasta, província de La Rioja, a mitjan dècada de 1860.